# Balla Plata
Balla Plata  (ou Balla Platta, Bala Plata, Balaplata, Blaplata) est une localité du Cameroun située dans le canton de Kossa, dans la commune de Mora, dans le département du Mayo-Sava et la région de l'Extrême-Nord.  

## Géographie
Balla Plata se situe à l'extrême nord du département, à 40km à l'Est de Mora, à proximité de la frontière avec le Nigeria et à proximité du Parc national de Waza.

## Population
En 1967, on comptait 148 personnes dans la localité.
Lors du recensement de 2005, 245 personnes y ont été dénombrées, dont 123 hommes et 122 femmes.

## Ethnies
On trouve à Balla Plata des populations Foulbé et Mousgoum.